# Полірування

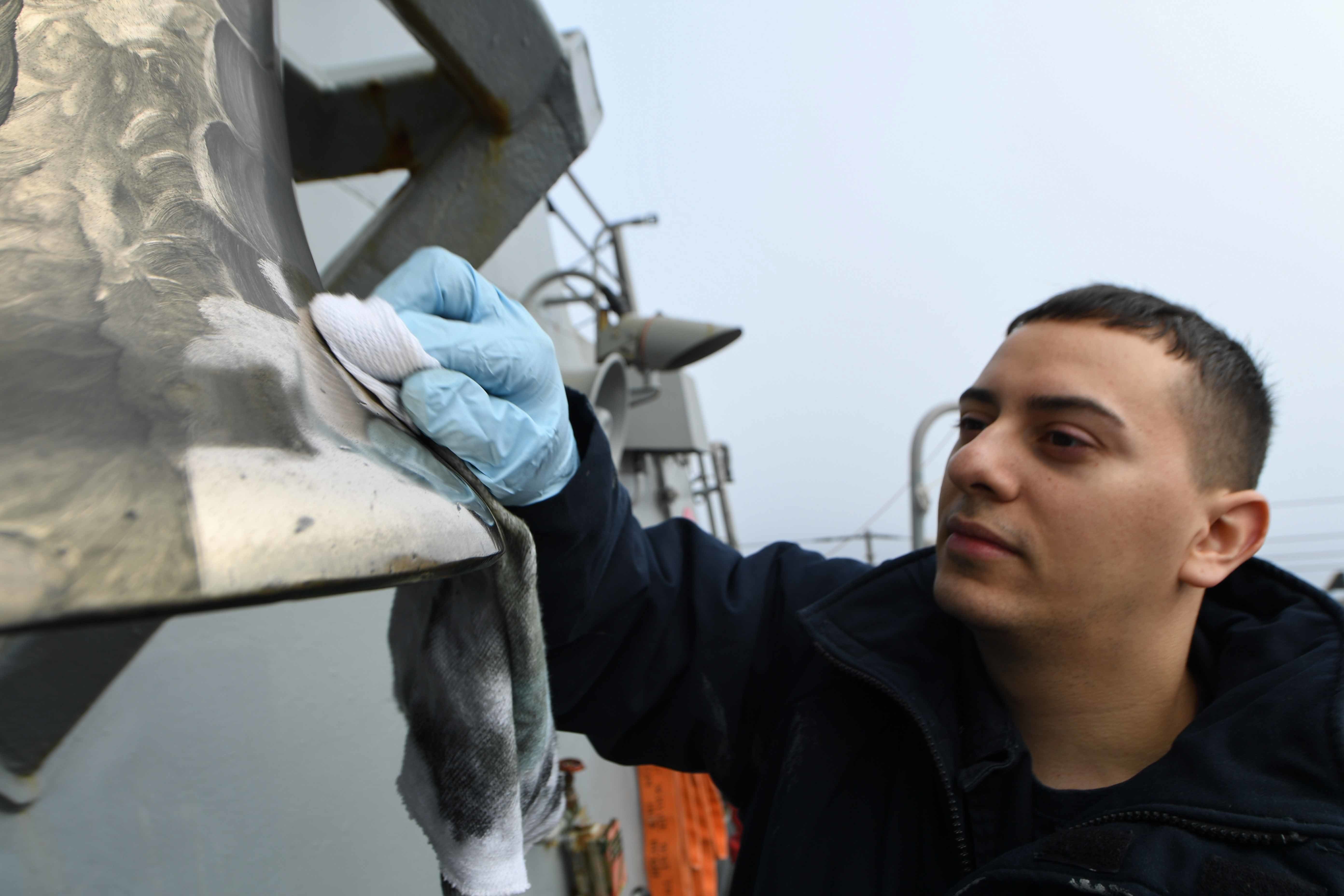
Ручне полірування суднового дзвону

Полірува́ння (від нім. Polieren, яке походить від лат. polio — робити гладким) — викінчувальна операція обробки поверхонь металевих і неметалевих виробів. Сутність полірування полягає у зніманні дуже тонких шарів матеріалу обробки механічними, хімічними, електролітичними або методом іонного опромінення для надання поверхні малої шорсткості і дзеркального блиску. Відполірована поверхня має глибину нерівностей меншу за довжину хвилі видимого світла.

## Полірування металів

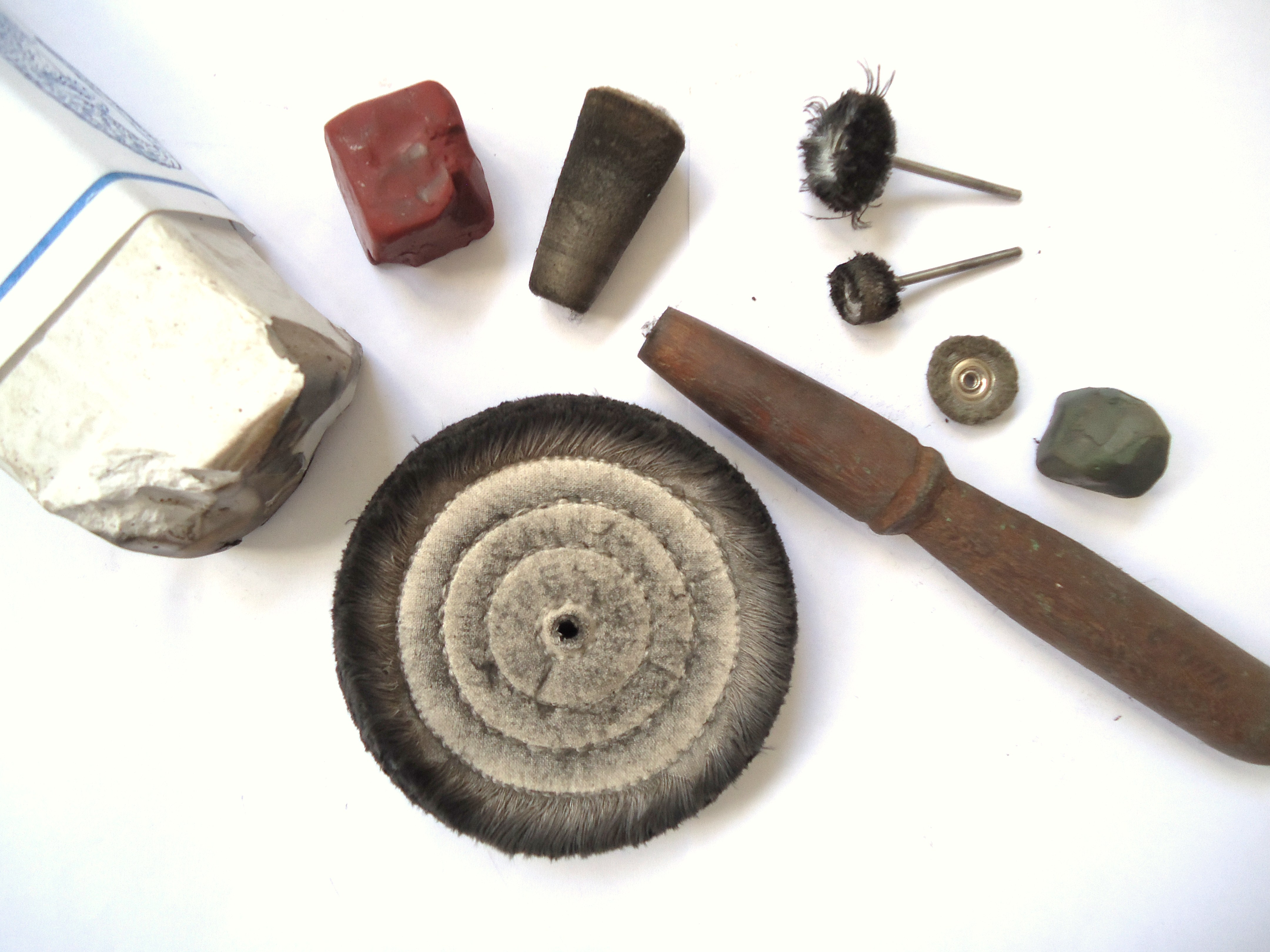
Полірувальні інструменти та матеріали

Полірування металів — викінчувальна обробка, при якій досягають зменшення шорсткості поверхні (висоти мікронерівностей) меншої за 0,1 мкм, отримання непорушеної структури приповерхневого шару матеріалу, високого коефіцієнта відбивання тощо. У процесі полірування з використанням механічного впливу відбувається мікропластичне деформування і тонке диспергування поверхневого шару виробу в умовах впливу на цей шар полірувальних та доводочних матеріалів (порошкоподібних речовин, а також паст і суспензій на їх основі). Розрізняють полірування чорнове (попереднє) і чистове (остаточне). Чорнове полірування використовується для видалення нерівностей поверхні за допомогою вільних (незакріплених) або закріплених за допомогою клею абразивних зерен (порошки з розміром зерна 0,1—60 мкм) на робочій поверхні еластичних кругів і стрічок. Чистове полірування здійснюють вільними дрібнозернистими м'якими абразивними порошками (наприклад, оксидів металів) або м'якими кругами чи стрічками з нанесеними на них полірувальними пастами з поверхнево активними речовинами.
Металеві вироби обробляють на полірувальних верстатах, вдаються також до електролітичної та електромеханічної обробки.

## Полірування каменю
Полірування каменю — викінчувальна обробка, що повністю проявляє фактуру, колір, рисунок і структуру породи. Виконують на шліфувально-полірувальних верстатах повстяними кругами з полірувальною суспензією (порошки оксидів хрому, олова, алюмінію тощо з водою), алмазними кругами або жорсткими полірувальними брусками сталі. Раціональні технологічні режими полірування каменю: колова швидкість полірування 8—12 м/с, швидкість подачі 0,5—2 м/хв, тиск притиснення інструмента 0,04—0,2 МПа, продуктивність 8—5 м²/год на мармурі та 1,5—6 м²/год на граніті.

## Полірування деревини

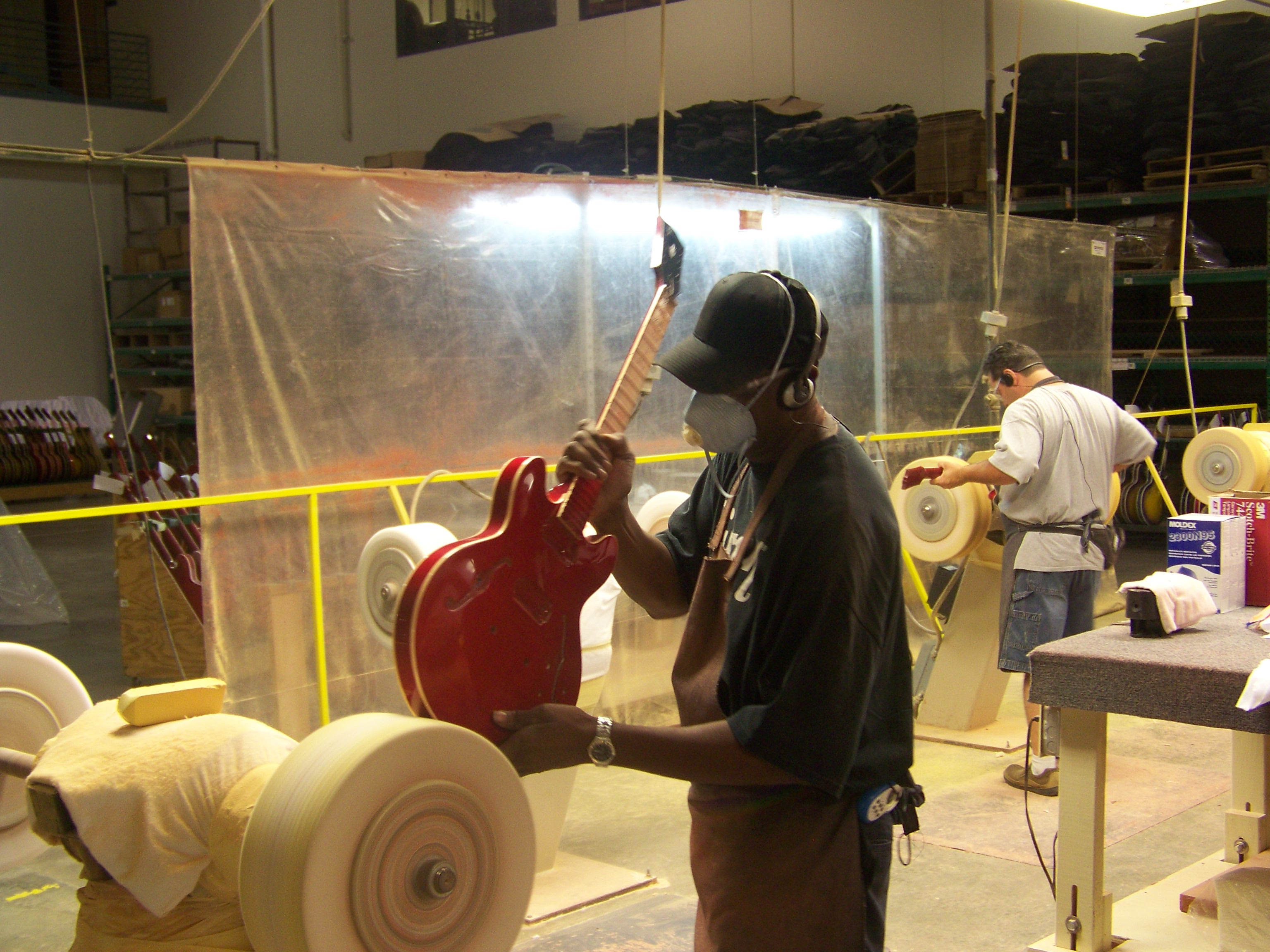
Полірування дерев'яних виробів

Полірування деревини проводять з метою формування на поверхні виробів лакофарбових покрить. Розрізняють полірування столярне і по лакофарбових покриттях. Столярне полірування (переважно застосовується при реставраційних роботах) полягає у поступовому заповненні пор поверхні деревини розчином органічного плівкоутворювача (політури). Товщина такого покриття становить 20—30 мкм. Весь процес полірування (вручну чи на верстаті) виконується за 3-4 проходи із перервами у декілька діб. Столярне полірування добре проявляє текстуру деревини, ним викінчують волоський горіх, карельську березу, палісандр тощо. Найпоширенішим є полірування по лакофарбових покриттях (переважно з поліефірних лаків та емалей, товщиною 100—400 мкм) з подальшим натиранням поліролями.

## Полірування пластмасових виробів
Пластмасові вироби полірують у барабанах, куди разом з ними завантажують полірувальну суміш — наприклад тонкоподрібнену пемзу, просочену машинною чи вазеліновою оливами, або на полірувальних верстатах.